# Aufklärungsballon
Ein Aufklärungsballon ist ein mit einem Gasgemisch gefüllter Ballon, der mit militärischer Aufklärungstechnik versehen ist. Bis nach dem Zweiten  Weltkrieg setzten verschiedene Armeen Militärluftschiffe ein, die aber nach und nach durch die Aufklärungsballons und aktiv betriebene Drohnen abgelöst wurden.

## Geschichte
Ballonaufstiege spielten seit ihrer Erfindung 1783 durch die Brüder Montgolfière auch im militärischen Bereich eine wichtige Rolle. Ballone wie der Intrépide wurde z. B. im Ersten Koalitionskrieg als Beobachtungsposten benutzt. An einem Seil wurden die bemannten Fesselballone in die Luft gelassen, um die feindlichen Linien zu beobachten und den unten stehenden eigenen Mannschaften die Lage weiterzugeben.
Im Ersten Weltkrieg wurden Spähballone an der Westfront eingesetzt. Diese Geräte wurden lediglich als Beobachtungsballone eingesetzt und Feldluftschiffer genannt. Am Ende des Ersten Weltkrieges wurden die Ballone durch Jagdflieger geschützt und unterstützt.

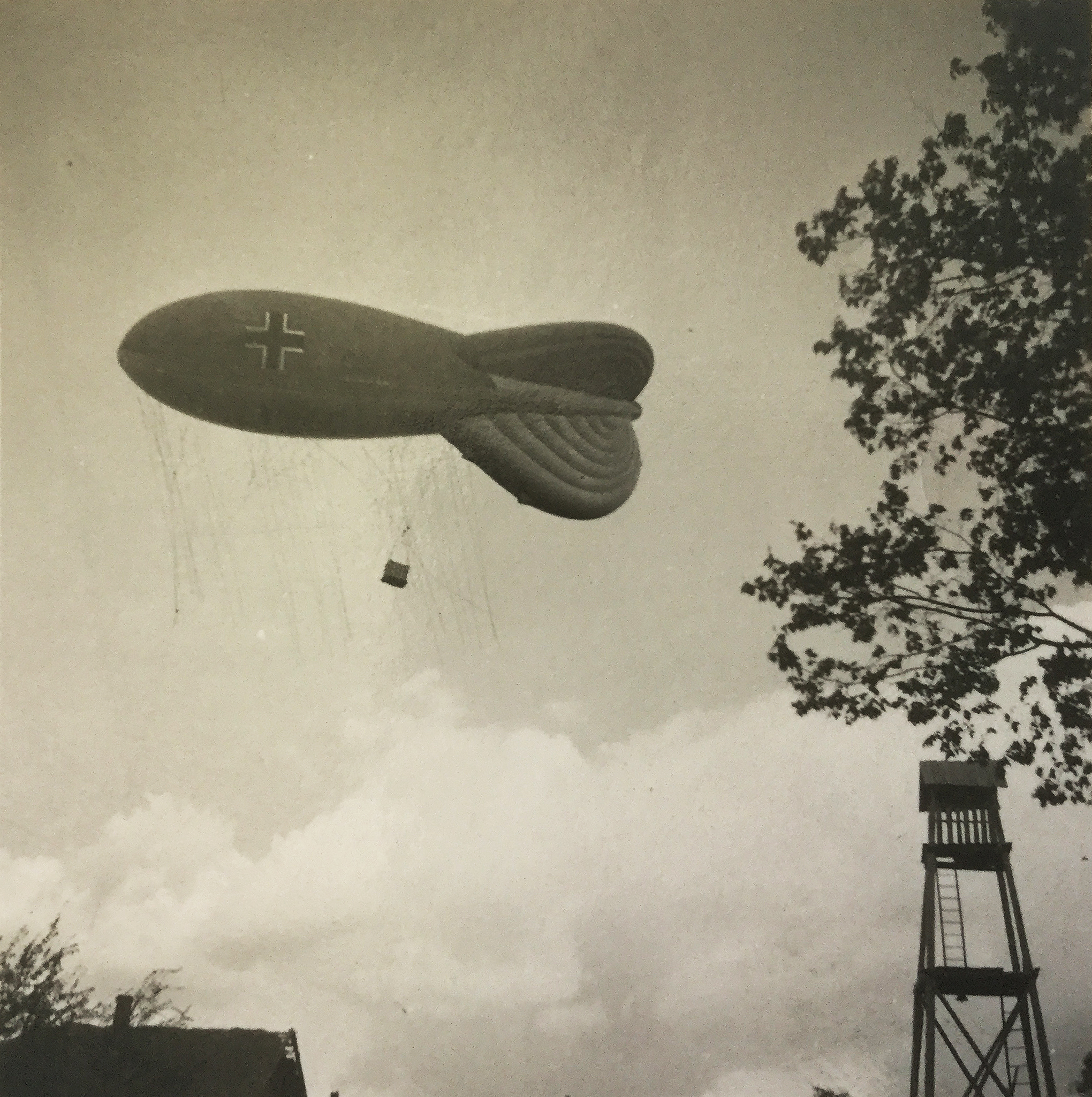
Artilleriebeobachtungsballon südl. Gomel (UdSSR) Aug.Sept. 1941

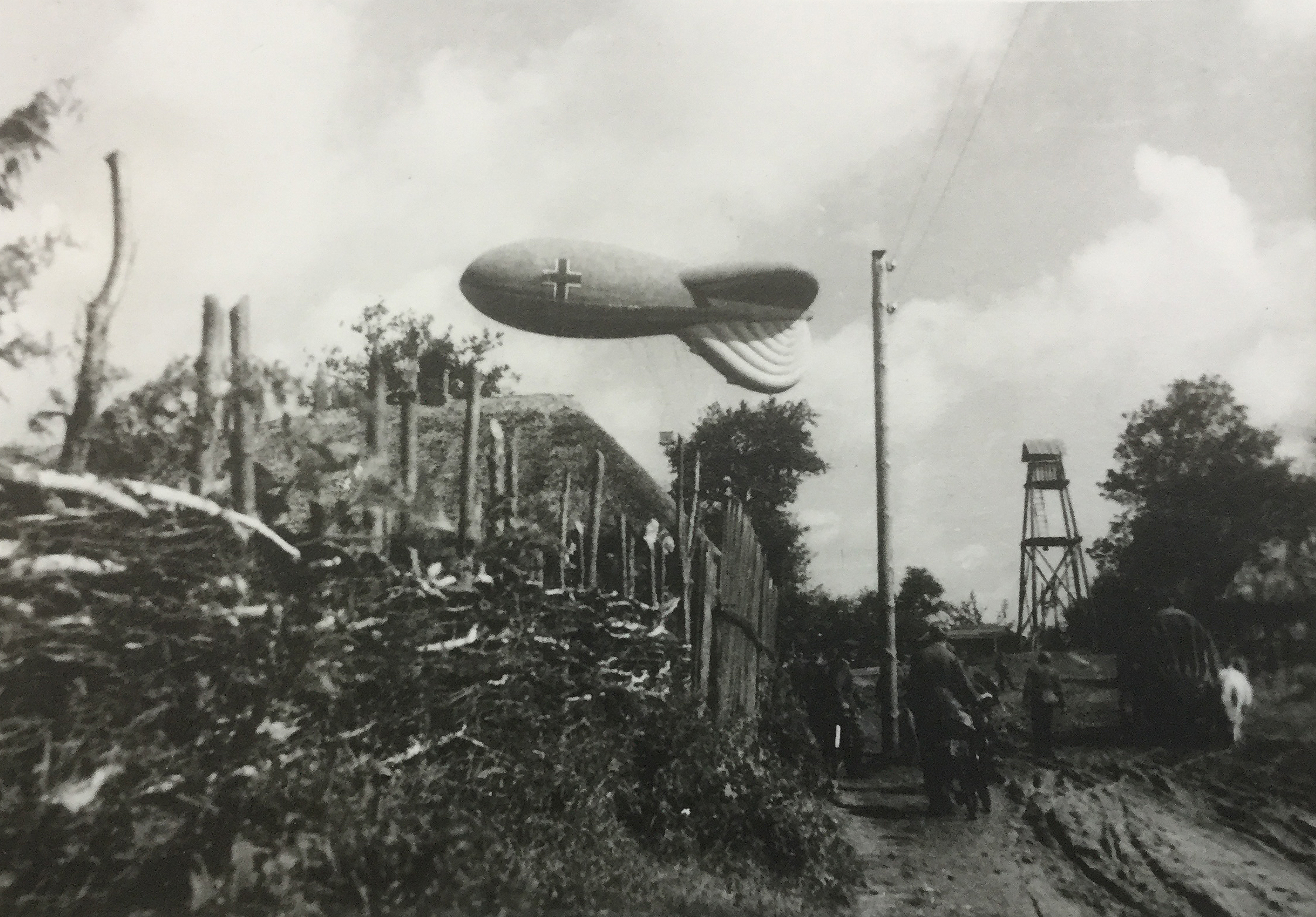
Artilleriebeobachtungsballon: im „Front-Jargon“ 'Aufgeblasener Gustav' genannt.

## Einsätze
In Deutschland haben militärisch verwendete Ballone eine besondere Tradition. Nach der Teilung betrieb vor allem die Bundeswehr umfangreiche psychologische Kriegsführung, in dem sie bei Manövern der NVA immer wieder Ballons mit antikommunistischem Propagandamaterial in Richtung DDR startete. Der Spiegel vom 26. Mai 1965 berichtete ausführlich über diese Aktionen.
Die US-Armee setzt im Rahmen der  militärischen Mission in Afghanistan verschiedene Aufklärungsballons ein. 2009 wurde über vier Wochen über dem Stadtzentrum von Kabul ein mit angeblich vierzehn Kameras ausgestattetes Gerät eingesetzt.

## Bundeswehr
Die Bundeswehr verfügt über mit Kameras bestückte Fesselballons. In Afghanistan überwachen diese inzwischen das Umfeld nahezu jedes Feldlagers und Stützpunktes mit deutschen Soldaten.